# جوسيف هيلدبراند
جوسيف هيلدبراند هو سياسي سويسري، ولد في 28 يونيو 1855، وتوفي في 16 مارس 1935.